# Thando Hopa
Thando Hopa (Johannesburg, Sud-àfrica, 1989) és una fiscal sud-africana i una model coneguda pel seu albinisme i la lluita pels drets albins a l'Àfrica, on els albins són perseguits i atacats amb, per exemple, amputacions de membres o assassinats. Fins i tot, parts del seu cos es venen en el mercat negre. Algunes cultures i grups ètnics atribueixen propietats màgiques a parts del cos dels albins, com per exemple, a Tanzània.
Va néixer a Sebokeng (Sud-àfrica) i es va criar a Lenasia South, al sud de Johanesburg. Malgrat el seu albinisme, va tenir una infantesa feliç fins a l'escolarització. Aleshores va començar a ser conscient que "cada persona la veia d'un color diferent". Va estudiar lleis a la Witswatersrand University i va esdevenir fiscal. El 2012 va conéixer el dissenyador Gert-Johan Coetzee que la va convéncer de fer de model. Ha combinat aquesta activitat amb l'activisme en defensa de la diversitat i en la difusió dels problemes dels albins a l'Àfrica. Ha estat la primera dona sud-africana a aparéixer en un calendari de Pirelli (edició 2018).
L'any 2018 va ser afegida en la llista 100 Women BBC, que aplega les 100 dones més influents de l'any.